# 984 Ґретія
984 Ґретія (984 Gretia) — астероїд головного поясу, відкритий 27 серпня 1922 року.
Тіссеранів параметр щодо Юпітера — 3,278.